# Imagen de Épinal

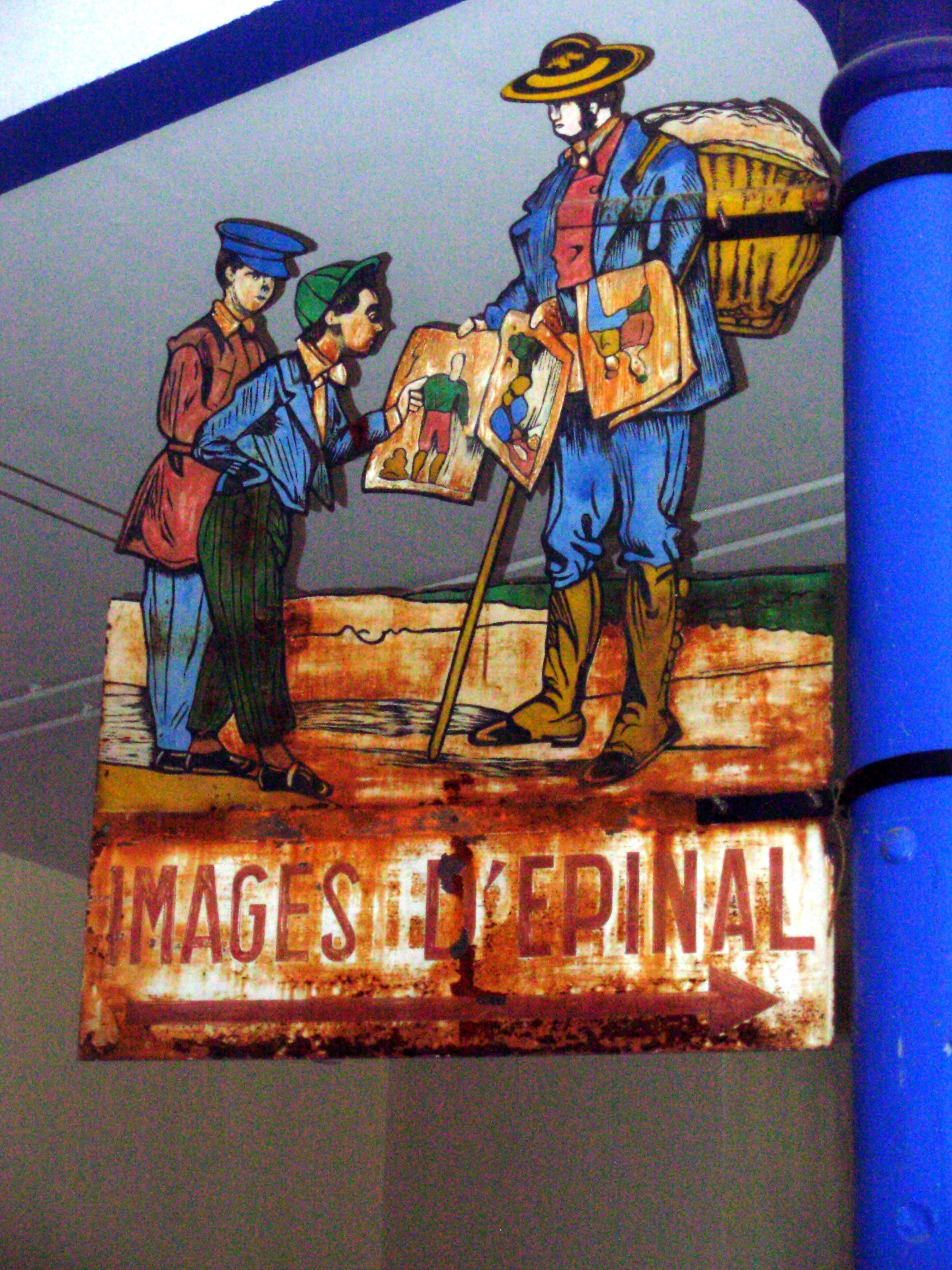
Panel indicando la dirección de la Imagerie d'Épinal

Las imágenes de Épinal fueron estampas de temática popular y vivos colores que se produjeron en Francia durante el siglo XIX. Su nombre deriva del de la primera empresa que las lanzó, "Imagerie d'Épinal". Ésta había sido fundada en 1796 por Jean-Charles Pellerin, un nativo de la ciudad francesa de Epinal.
Con el paso de tiempo, la expresión ha adquirido un sentido figurado en francés, designando una visión tradicionalista y naif de las cosas que se decanta únicamente por su lado bueno.
Las "imágenes de Épinal" se difundieron ampliamente en otros países, como España, donde se llevaron a cabo ediciones en español y tuvieron una gran influencia en la producción autóctona de aleluyas.

## Galería de imágenes

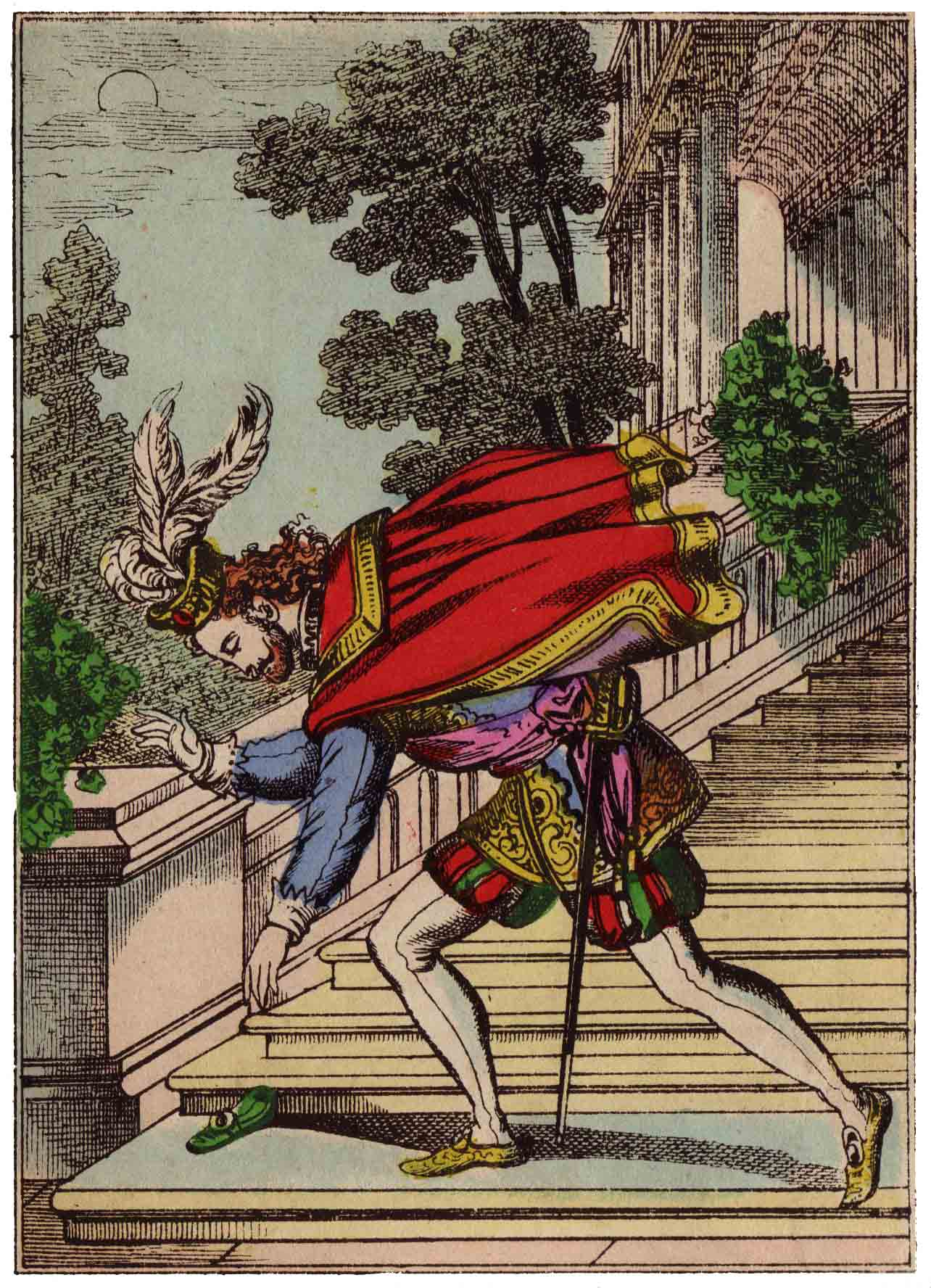
Cendrillon la pantoufle
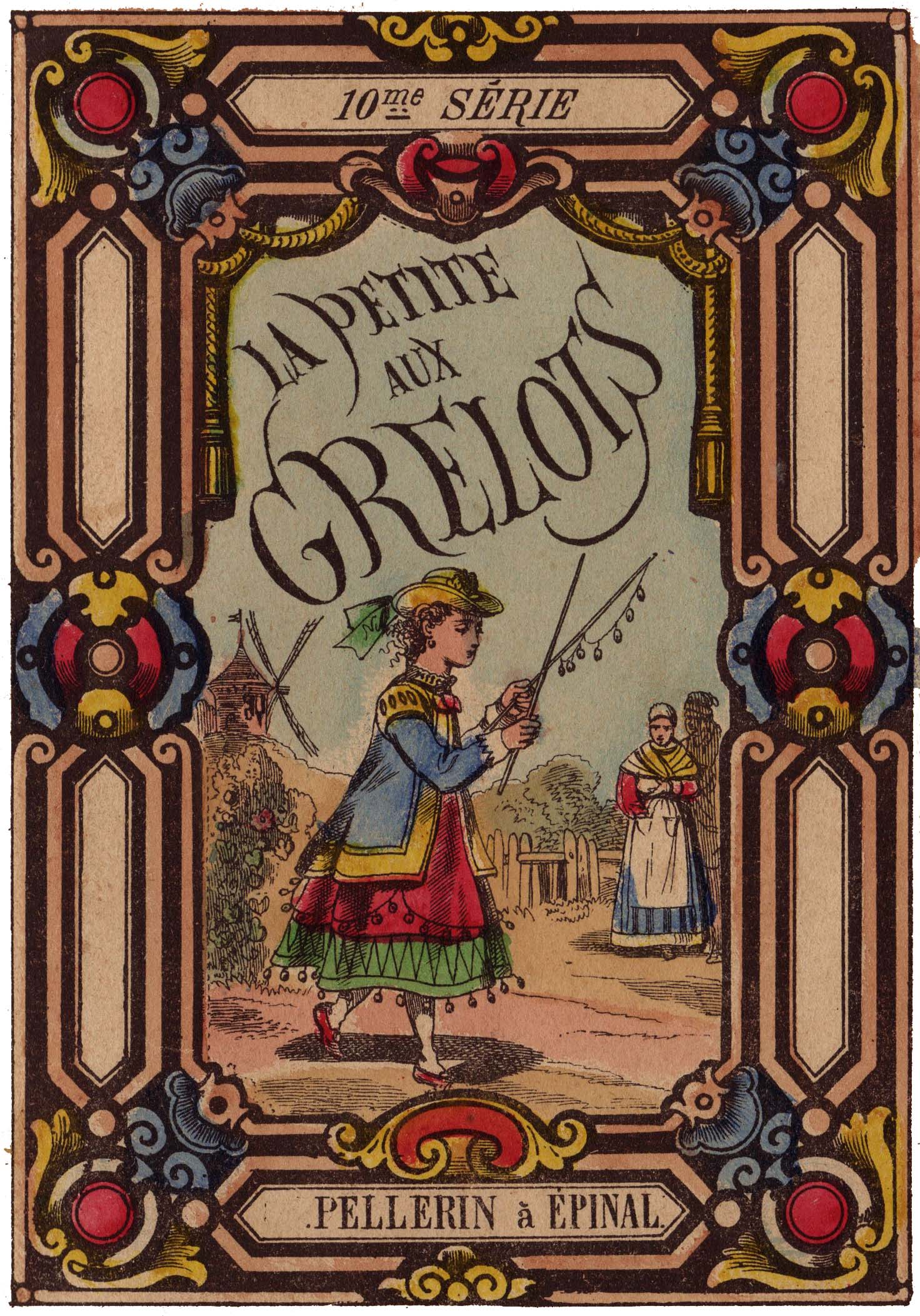
La Petite aux grelots
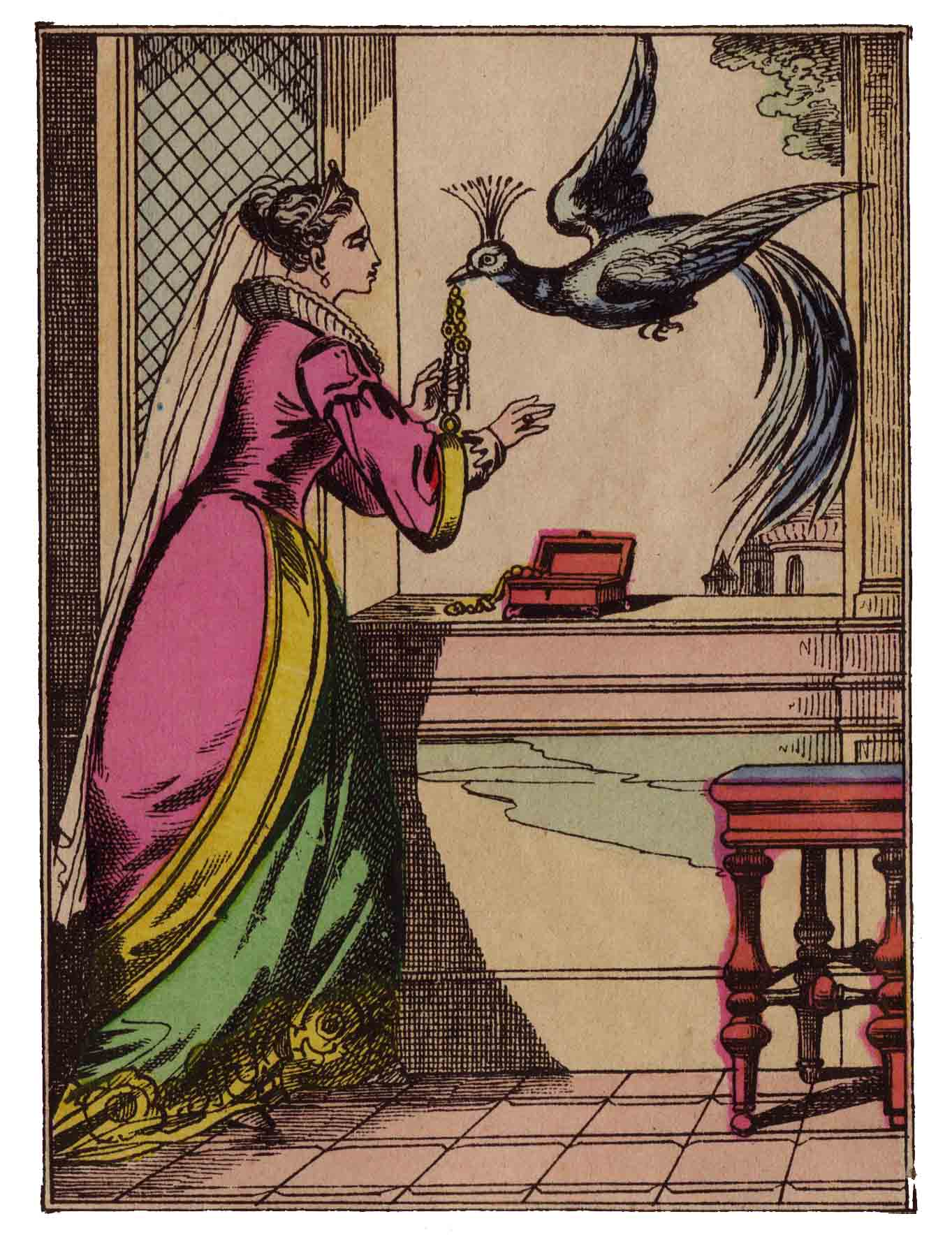
L’Oiseau bleu
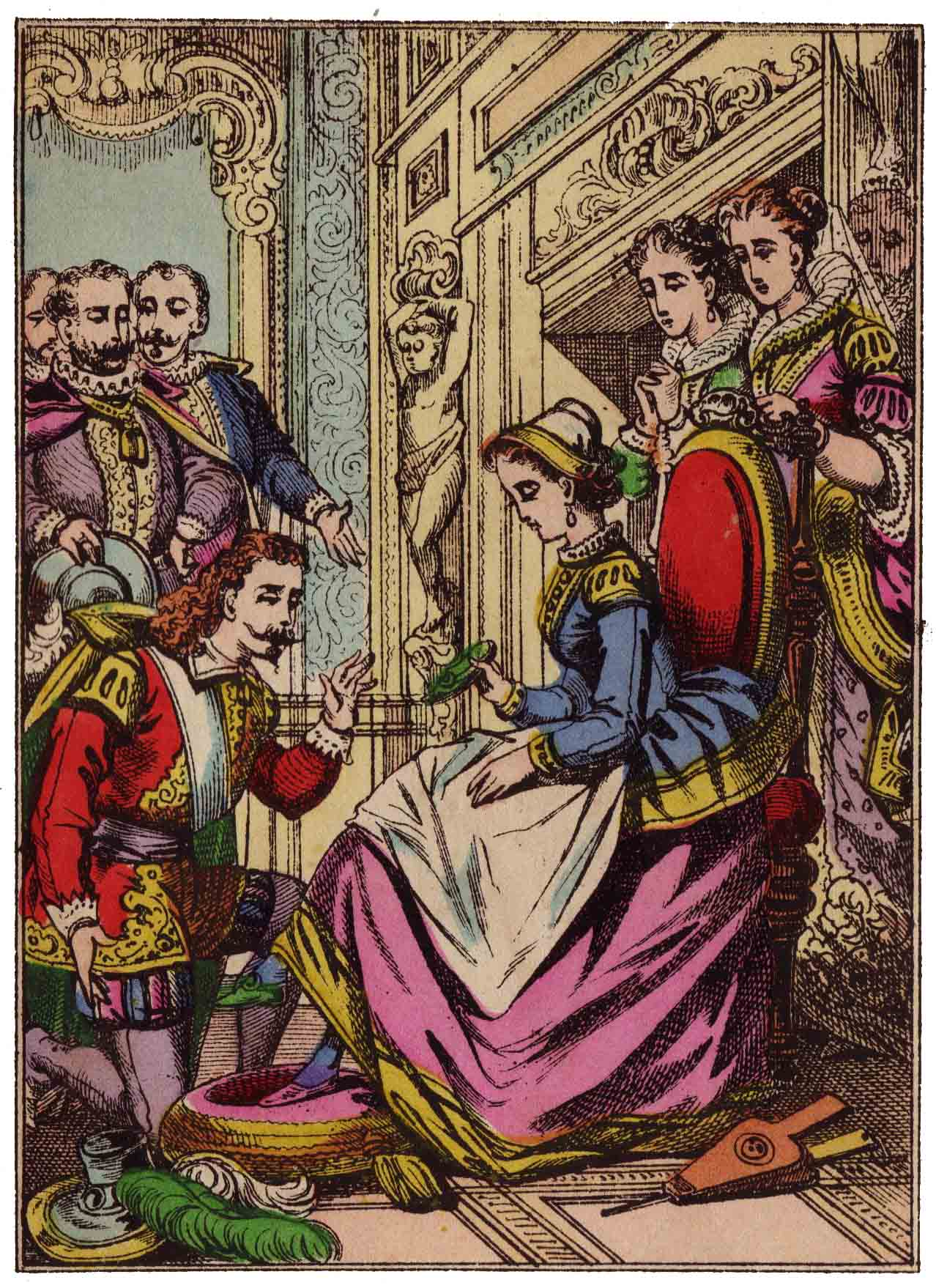
Trouver chaussure à son pied